# ぎんがの郷小学校
ぎんがの郷小学校（ぎんがのさとしょうがっこう）は、広島県福山市大門町にある私立小学校。

## 概要
ぎんがの郷小学校は、銀河学院中・高等学校を運営している学校法人銀河学院によって2008年4月に創設された。

## 沿革

### 年表
- 2008年4月1日 - ぎんがの郷小学校として設立される。
- 2015年1月24日 - 平成26年度　NHK全国短歌大会にて学校大賞を受賞[1]

## 教育方針
考える子　思いやりのある子　あきらめない子

## 学校行事
| - 4月 入学式・始業式 - 5月 運動会 - 6月 | - 7月 終業式 - 8月 野外活動 - 9月 始業式 | - 10月 社会見学 - 11月 - 12月 マラソン大会・終業式 | - 1月 始業式 - 2月 - 3月 卒業式・終業式 |

## 交通
- JR西日本山陽本線大門駅より徒歩10分